# 约翰·帕克森
约翰·麦克白·帕克森（英語：John MacBeth Paxson，1960年9月29日—），美国NBA联盟职业篮球运动员。父亲为篮球运动员老吉姆·帕克森，哥哥为小吉姆·帕克森。帕克森為公牛王朝的先發控衛，曾於1993年總決賽射進關鍵三分，助球隊達成三連霸，目前擔任公牛隊副總裁。